# قانون وييكس ماكلين
قانون وييكس ماكلين قانون لـ الولايات المتحدة برعاية النائب جون دبليو وييكس من ولاية ماساتشوستس والسناتور جورج بي ماكلين من ولاية كونيتيكت الذي يحظر الصيد في الربيع وتسويق الطيور المهاجرة واستيراد ريش الطيور البرية للأزياء النسائية، إنهاء ما كان يسمى «قتل القبعات». أعطى وزير الزراعة سلطة تحديد مواسم الصيد على الصعيد الوطني، مما يجعله أول قانون أمريكي يتم تمريره على الإطلاق لتنظيم إطلاق النار على الطيور المهاجرة. أصبح ساري المفعول في 4 مارس 1913، ولكن بسبب ضعف دستوري تم استبداله لاحقًا بقانون معاهدة الطيور المهاجرة لعام 1918.
أيد هنري فورد التشريع، «المرة الوحيدة التي استخدمت فيها مؤسسة فورد للتأثير على التشريع كانت نيابة عن الطيور، وأعتقد أن الغاية تبرر الوسيلة».